# Pegopus inornatus
Pegopus inornatus är en stekelart som först beskrevs av Walker 1834.  Pegopus inornatus ingår i släktet Pegopus och familjen puppglanssteklar. Arten är reproducerande i Sverige. Inga underarter finns listade i Catalogue of Life.